# 第二院クラブ
第二院クラブ（だいにいんクラブ）は、かつて存在した日本の政党。「第二院」とは参議院を指す。第一院（衆議院）選挙に候補を立てたことはない。略称は二院クラブ。
総務省の政治団体名簿によると、2016年現在の代表者は辺見廣明。会計責任者は原秀介。主たる事務所は東京都大田区北千束2-32-11におかれている。

## 沿革
1953年（昭和28年）、参議院内会派として、第二院クラブの名が初めて登場。
直接には、1962年、参議院同志会（緑風会より改称）の7名と会派「無所属クラブ」（1953年結成、市川房枝など）の4名が合同し、第二院クラブと改称したものが現在に繋がっている。従来、同志会は主に保守系の非政党議員（政党に属さないが会派に所属する）が、無所属クラブは主にそれ以外の無所属議員が属していた。しかし、無所属クラブに所属していた創価学会系無所属議員が、「公明会（後の公明党）」として独自の会派を結成したため、院内交渉団体資格（10人以上）を維持するため、無所属クラブと同志会が合同したのである。
1964年、同志会から自由民主党への移籍者があり、院内交渉団体資格を失った。そのため、会派の合同を取り止め、旧同志会は再び緑風会に戻ったが、旧無所属クラブの議員はそのまま二院クラブのままでいることになった。また、旧無所属クラブ所属で、任期中に行方不明になっていた辻政信は、どちらの会派にも入れず、便宜上各派に属しない議員（純無所属）とした。
緑風会は1965年解散したが、その後も二院クラブはタレント政治家など、保守色の強い緑風会とは議員の構成を変えながらも、無所属議員の受け皿として存続した。この間、二院クラブとして選挙に独自の候補を立ててはいない。
1983年（昭和58年）、鈴木善幸内閣により、参議院全国区制度が廃止され、新たに比例代表制が導入された。これまでの全国区では、無所属の議員が個人で立候補できたのが、比例区では政党（制度上は「確認団体」）の作る名簿に登載されなければ選挙に出られない事態に陥った。そのため、無所属の参議院議員たちが集まり、参議院議員比例選挙に立候補するため、青島幸男を中心に二院クラブを政党化し、確認団体として選挙管理委員会に届け出た。このときの基本方針は、「政党の支配下にその存在意義を失った参議院を良識の府として再建する」、「憲法を暮らしの中に定着させる」、「民主主義を政治に定着させる」というものである。
当初は無所属、ミニ政党で大同団結して統一候補を立てる予定だった。しかし比例区は厳正拘束名簿式であるため名簿順位や候補者をめぐって内紛が起こり、二院クラブの他、八代英太らの福祉党、中山千夏・矢崎泰久らの無党派市民連合と三分裂した。その結果、第13回参議院議員通常選挙では二院クラブ1、福祉党1、無党派市民連合0議席に終わり、しかも八代は翌年、党を捨てて自民党に入党した。このとき、第二院クラブの名簿1位で当選したのは野坂昭如である。
その後、二院クラブは比例区では青島、山田俊昭（弁護士）、コロムビア・トップ、いずみたくら、おおむね1議席を維持（コロムビア・トップ、いずみは繰り上げ当選）。会派としては、引き続き選挙区当選の無所属議員などの受け皿としても機能し、喜屋武真栄、西川きよしなどが所属していた。沖縄社会大衆党の島袋宗康は、社大党委員長と二院クラブ代表を兼ねていたことがある。
しかし、1995年（平成7年）、第17回参議院議員通常選挙で佐藤道夫が当選したのを最後に、当選者は出ていない（同選挙で東京都選挙区無所属新人見城美枝子を支援したが落選）。佐藤は二院クラブ代表となったが、2001年、第19回参議院議員通常選挙直前に民主党に移籍したため、既に引退していた青島幸男が代表に復帰した。しかし、当選には遠く及ばなかった。また、得票率は2%に満たず、政党要件も失った。その後も政治団体として存続しており、現在の代表は辺見廣明（青島の元秘書）が務めている。近年は選挙には候補者を擁立しておらず目立った活動はみられない。また党のホームページも2009年5月に北朝鮮の核実験に関するコラムが掲載されたのを最後に更新が止まっている。ただし総務省の政治団体名簿には、2013年(平成25年度)12月31日までに政治団体として届け出がなされているとの記載が確認できる。
国政では参院にしか公認・推薦候補を立てたことはないが、地方選挙では知事選で土屋義彦などを推薦したこともある。革新系議員が多数所属したが、「政党の支配下にその存在意義を失った参議院を良識の府として再建する」という基本方針から党議拘束は全くかけなかった。また、公式ホームページによれば地方自治体の選挙での「候補者公認・推薦・支持を」行わないとしているが、地方選挙においては相乗りオール与党に迎合することが多かったという意見もある。
政党交付金に関しては当初は登録しておいて受け取りを拒否し、自党が受け取るはずの助成金を国庫に戻させていたが、佐藤道夫の代表就任以降、財政難を理由に受け取るようになった。

## 参議院における会派名
結成以来、会派名は長らく第二院クラブだったが、1982年に、八代英太・中山千夏らとともに無党派クラブを結成。第二院クラブという会派名は消滅した。1983年の参議院選挙の後、無党派クラブはいったん解散し、改めて参議院の会という会派を結成した。
翌1984年には、青島幸男ら3人が参議院の会を離れ、二院クラブ・革新共闘を結成。このときから「第」の字が会派名から外れた。1989年には参院クラブとなった。
1992年には、参院クラブから二院クラブと改称し、二院クラブの名称が復活した。その後、自由連合と統一会派を組み、二院クラブ・自由連合になった。
2001年、政党としての第二院クラブ選出議員がいなくなってからは、会派・二院クラブ所属議員は無所属の会などを経て、自由党との統一会派「国会改革連絡会」に所属した。その後「連絡会」は自由党の民主党への合流に伴い解消。
なお、政党としての名称については、1983年の参議院選挙以来、一貫して第二院クラブとなっている。

## 党勢の推移

### 参議院
| 選挙           | 当選/候補者 | 非改選 | 定数 | 備考                     |
| -------------- | ----------- | ------ | ---- | ------------------------ |
| （結党時）     | 11/-        | -      | 250  | 緑風会の離脱後は3        |
| 第8回通常選挙  | -/0         | 0      | 250  | 追加公認+2、非改選入党+2 |
| 第9回通常選挙  | -/0         | 3      | 252  |                          |
| 第10回通常選挙 | -/0         | 1      | 252  | 追加公認+3               |
| 第11回通常選挙 | -/0         | 4      | 252  | 追加公認+1               |
| 第12回通常選挙 | -/0         | 1      | 252  | 追加公認+3               |
| 第13回通常選挙 | 1/10        | 1      | 252  |                          |
| 第14回通常選挙 | 1/10        | 2      | 252  |                          |
| 第15回通常選挙 | 1/10        | 1      | 252  | 追加公認+1               |
| 第16回通常選挙 | 1/10        | 2      | 252  | 追加公認+2               |
| 第17回通常選挙 | 1/5         | 1      | 252  |                          |
| 第18回通常選挙 | 0/3         | 1      | 252  |                          |
| 第19回通常選挙 | 0/10        | 1      | 247  |                          |
| 第20回通常選挙 | -/0         | 0      | 242  |                          |

※　参考文献：石川真澄（一部山口二郎による加筆）『戦後政治史』2004年8月、岩波書店・岩波新書、ISBN 4-00-430904-2
※　当選者に追加公認は含まず。追加公認には会派に加わった無所属を含む。